# Faye Glenn Abdellah
Faye Glenn Abdellah (13 de marzo de 1919-24 de febrero de 2017) fue una enfermera estadounidense pionera en la investigación en enfermería y reconocida a nivel internacional. Fue directora de Enfermería de los Servicios de Salud Pública de los Estados Unidos, la división más importante del Departamento de Salud y Servicios Humanos; la primera enfermera en recibir el rango de contralmirante de dos estrellas; y también la primera enfermera y la primera mujer en servir como directora adjunta de los Servicios de Salud Pública de los Estados Unidos. Se considera que los resultados de sus investigaciones y sus iniciativas modificaron el concepto de la enfermería moderna en los Estados Unidos. Abdellah recibió alrededor de noventa reconocimientos profesionales y académicos a lo largo de su vida, entre ellos el premio The Living Legend Award, otorgado por la Academia Americana de Enfermería en 1994, y fue admitida en el National Women's Hall of Fame en el año 2000.

## Biografía
Abdellah nació en la ciudad de Nueva York el 13 de marzo de 1919, sus padres fueron H. B. y Margaret Glenn Abdellah. Junto a su hermano ayudó a brindar auxilio a los heridos del incendio del dirigible Hindenburg en 1937 y este evento la inspiró para elegir la profesión de enfermera. Realizó sus estudios en la Ann May School of Nursing, en Neptune, Nueva Jersey, y se graduó en 1942. Posteriormente obtuvo sus títulos de licenciatura, maestría y doctorado en la Universidad de Columbia, en 1945, 1947 y 1955, respectivamente. Mientras realizaba sus estudios trabajó en diferentes instituciones, hasta que finalmente se unió a los Servicios de Salud Pública de los Estados Unidos (United States Public Health Service —PHS—) en 1949, donde permaneció trabajando hasta su jubilación en 1989. Fue nombrada directora de enfermería en 1970 y más adelante fue la primera enfermera y la primera mujer en servir como directora adjunta de la institución. Fue también la primera enfermera en recibir el rango de contralmirante de dos estrellas.
Durante sus primeros años en el PHS, Abdellah inició el desarrollo de un método que pretendía clasificar a los pacientes sobre la base de sus características y que más tarde se convirtió en el sistema Diagnosis Related Group (DRG). Fue profesora visitante en diversas universidades estadounidenses a finales de la década de 1950 y en esta época publicó sus primeros trabajos sobre como mejorar la educación de la enfermera. Sus investigaciones fueron la base para crear las primeras unidades de cuidados intensivos e intermedios lo que salvó muchas vidas. Como directora adjunta del PHS desarrolló materiales educativos y participó en la creación de políticas sobre graves problemas de salud como el SIDA, la drogadicción, la violencia, el tabaquismo y el alcoholismo, además de campañas de promoción de la salud, prevención de enfermedades, cuidados geriátricos y de enfermos terminales. Respaldada por el gobierno de los Estados Unidos y la Organización Mundial de la Salud, Abdellah impartió seminarios y fue consejera en salud en varios países. Fue uno de los primeros miembros de la Academia Americana de Enfermería, organización que más adelante llegó a presidir.
Abdellah falleció el 24 de febrero de 2017 a la edad de 97 años.

## Obra
Faye Abdellah publicó más de 150 trabajos, entre artículos y libros, y muchos de ellos han sido traducidos a varios idiomas. Los libros Better Patient Care Through Nursing Research y  Patient Centered Approaches to Nursing son considerados los más importantes, además de que ayudaron, como casi toda su obra, a dar otra perspectiva al enfoque teórico de la enfermería, que antes se centraba más en la enfermedad que en el paciente. Otros ejemplos de sus obras son:
Libros
- Concepts and practices of intensive care for nurse specialists (1969)
- Nurses role in the future: The case of health policy decision making (1991)
- Preparing nursing research for the 21st century: Evolution, methodologies and challenges (1994)

Artículos
- «Criterion measures in nursing for experimental research» en Nursing Research (1961)
- «Doctoral preparation for nurses» en Nursing Forum (1966)
- «The nature of nursing science» en Nursing Research (1969)
- «Report of hospice care in the United States», Departamento de Salud y Servicios Sociales de los Estados Unidos (1982)
- «Incontinence: Implication for health care policy» en Nursing Clinics of North America (1988)

## Reconocimientos
A lo largo de su carrera profesional, Abdellah obtuvo múltiples distinciones profesionales y académicas, además de once títulos honoríficos de diversas universidades en reconocimiento a su trabajo en investigación y a sus contribuciones a los servicios de salud. Entre los reconocimientos, que se cuentan en alrededor de noventa, se encuentra el Allied Signal Award, que le fue otorgado por su investigación en «envejecimiento»; el premio The Living Legend Award, otorgado por la Academia Americana de Enfermería en 1994; además de varios reconocimientos militares. Fue admitida en el National Women's Hall of Fame en el año 2000, porque «ayudó a transformar la base teórica, los cuidados y la educación en la enfermería».